# ضيف الله الشامي
ضيف الله قاسم الشامي (من مواليد 1979م) سياسي يمني من محافظة عمران. هو وزير الإعلام اليمني في حكومة الإنقاذ الوطني برئاسة عبد العزيز بن حبتور التابعة للمجلس السياسي الأعلى في سلطة صنعاء منذ 10 نوفمبر 2018.